# Vénus de Cythère
La Vénus de Cythère (ou Venus Cythereia) est un tableau peint à l'huile en 1561 par l'artiste maniériste flamand Jan Massys. Il fait partie des collections du Nationalmuseum de Stockholm.

## Contexte
L'auteur du tableau, Jan Matsys, est le fils de l'artiste anversois Quentin Metsys (1465-1530). Après la mort de son père, il reprend l'atelier avec son frère aîné Cornelis, peintre paysagiste qui travaille plutôt comme graveur. Artiste de la période de transition, Jan a travaillé à la fois dans le style des artistes anversois et dans le style du maniérisme d'un nouveau genre. Pas loin d'Anvers, le centre du maniérisme se situe à Fontainebleau, au sud de Paris. Plusieurs graveurs travaillent à Fontainebleau, dont les œuvres sont diffusées aux Pays-Bas et font découvrir aux artistes locaux le style de l'école de Fontainebleau, avec ses femmes nues aux proportions allongées, aux doigts fins et aux coiffures et bijoux exquis. Cet idéal de la femme fut apporté par les artistes italiens à la cour de François Ier au château de Fontainebleau, dont les décorations sont devenues le point de départ du style qui a dominé une grande partie de l'art de la cour européenne de la fin du XVIe siècle.
Il n'est pas impossible que Jan Matsys ait travaillé en France. En effet, on sait que dans les années 1540, lui et son frère Cornelis, en tant que protestants, ont été expulsés d'Anvers, aux mains des catholiques espagnols.
On sait qu'ensuite, il s'installe dans la ville de Gênes, où il est remarqué par l'amiral Andrea Doria, qui en a fait un artiste de la cour génoise pendant environ six ans.
Parmi les œuvres de Jan Matsys, on retrouve d'autres compositions mythologiques similaires à la Vénus de Cythère, comme Flore (à la Kunsthalle de Hambourg) ou Vénus et Cupidon (au musée de l'Université Jagellonne de Cracovie).

## Sujet
La femme au premier plan, allongée sur un divan est identifiée comme étant Vénus, la déesse de l'amour, grâce aux attributs disséminés dans le tableau :
1. Les perles des bijoux de la déesse, le clapotis de l'eau de la fontaine et la mer elle-même qui s'étale en arrière-plan peuvent être interprétés comme des symboles de Vénus qui, selon la légende, est née de la mer et est donc associée à des phénomènes aquatiques.
2. Les œillets qu'elle tend au spectateur étaient considérés comme ayant des propriétés stimulantes pour l'amour et le vase à ses côtés contient un bouquet de roses rouges et blanches, entre autres, qui peuvent être interprétées comme des symboles de l'amour.
3. Les sphères, situées sur la balustrade, étaient considérées à la Renaissance comme des formes parfaites, en référence à la beauté divine de Vénus.
4. Le paon est le symbole de Junon, reine des dieux romains et patronne des femmes. Il était utilisé comme un signe du pouvoir sensuel des femmes, mais pouvait aussi être interprété de manière moralisatrice comme un avertissement contre l'arrogance, la vanité féminine et le luxe. C'était alors le paon mâle, avec ses belles plumes multicolores, qui était associé au « féminin ».
5. Enfin, dans le jardin, à droite de Vénus, on voit un couple amoureux ; un homme soulevant son chapeau et s'agenouillant devant une femme assise dans l'escalier. En raison des changements dans les pigments de couleur, ils apparaissent aujourd'hui presque transparents.

## Description
Le tableau représente Vénus, allongée sur un divan, dans un jardin. En arrière-plan du tableau apparaît la ville portuaire italienne de Gênes, et le bâtiment avec son jardin est le Palazzo Doria.
Le style élégant et sensuel est conforme au goût de la culture de cour française et nord-européenne. Le corps allongé de la femme, les doigts fins, la tête relativement petite aux yeux en amande et la coiffure sont des traits stylistiques distinctifs de l'école de Fontainebleau.

Détails
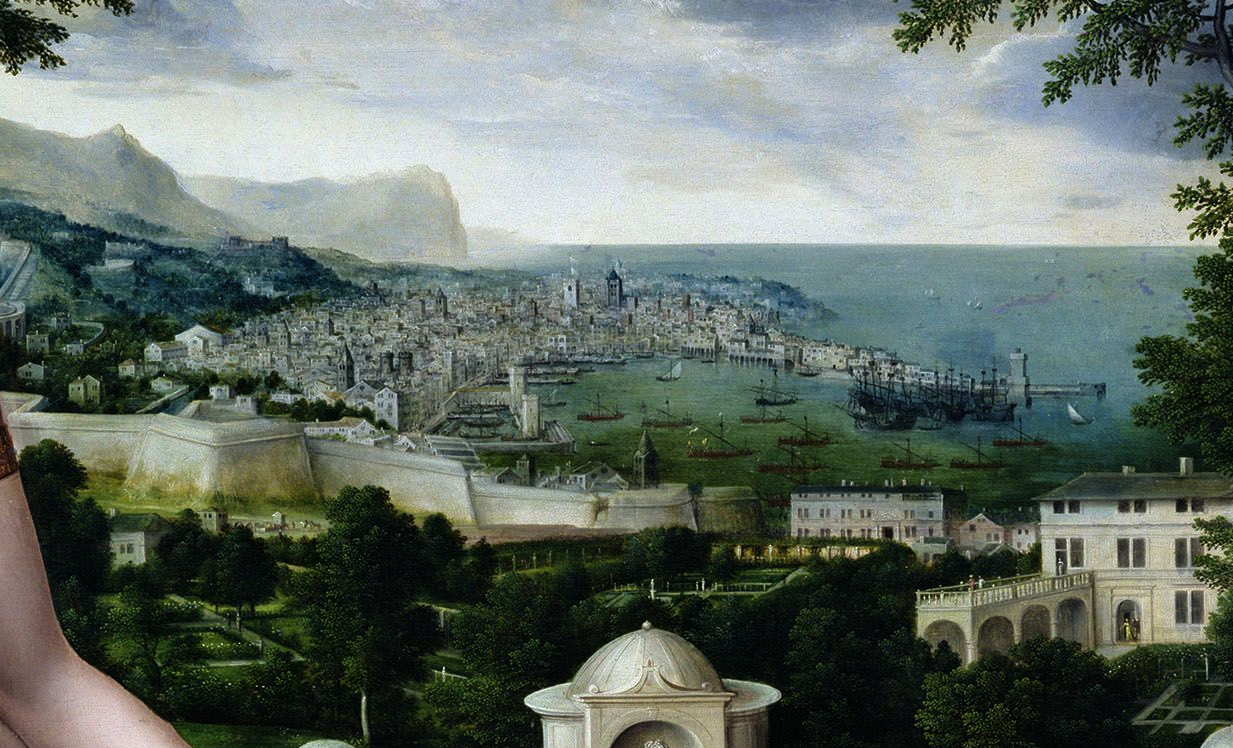
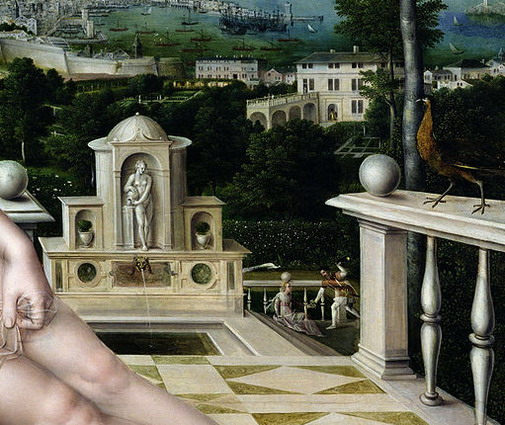
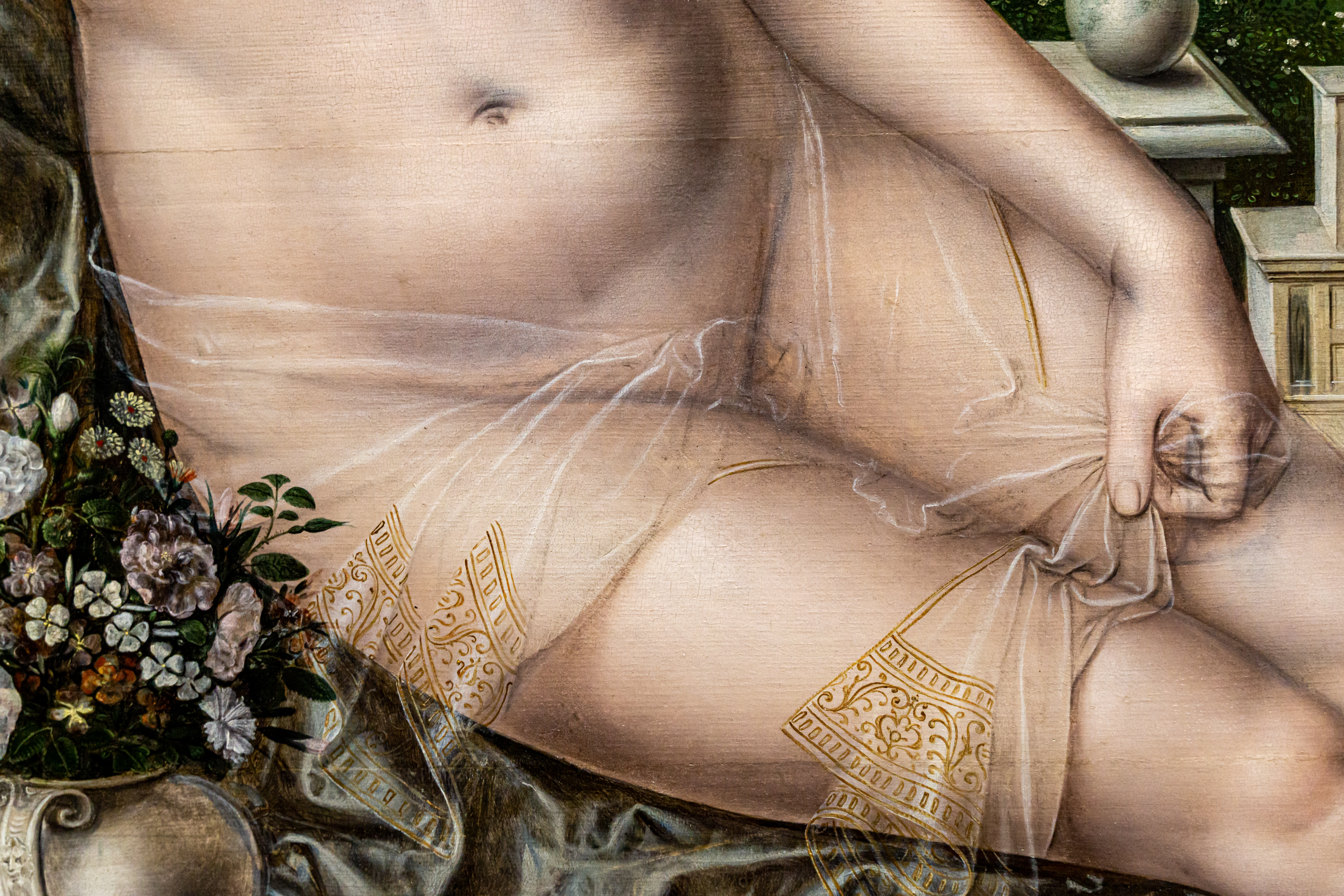

## Provenance
Le tableau faisait partie de la collection d'art de l'empereur Rodolphe II à Prague. En 1648, Prague a été capturée par des soldats suédois et des trésors d'art (galerie d'art, sculptures en bronze, collections de bijoux) ont été transportés à Stockholm en tant que trophées de guerre.
Dans l'inventaire que l'empereur gardait de ses collections, le tableau était intitulé Flore, ce qui a conduit plusieurs historiens de l'art à douter qu'il s'agissait d'une image de Vénus.

## Source
- (sv) « Venus Cythereia eller Flora - Nationalmuseum », sur web.archive.org, 30 décembre 2014 (consulté le 21 février 2023)